# Ланика
Ланика (др.-греч. Λανίκη; IV век до н. э.) — македонская аристократка, кормилица и воспитательница Александра Македонского.

## Биография
В отличие от Арриана, Элиана и Афинея, Квинт Курций Руф называет её Гелланикой.
Ланика происходила из знатного македонского рода, её отцом был Дропид, а братом — Клит Чёрный, спасший впоследствии Александру жизнь в битве при Гранике.
Ланика была кормилицей и воспитательницей маленького Александра, и нежную привязанность к ней сын Филиппа сохранял впоследствии в течение всей своей жизни. Так, согласно Арриану, после трагического убийства её брата в Бактрии в 328 году до н. э. Александр «ушел к себе, рыдая, кинулся на кровать и, зовя по имени Клита и Ланику, свою мамку, твердил, что, став взрослым, хорошо отплатил ей за её заботы». Как передает Курций Руф, царь «любил её как свою мать». У тела Клита Александр, обливаясь слезами и вспоминая о гибели всех родных Ланики во время восточного похода, стенал: «к кому ей, несчастной, теперь прибегнуть? Изо всех лишь я один остался у неё; но именно на меня она не сможет спокойно смотреть. Могу ли я, убийца своих спасителей, возвратиться на родину и протянуть руку воспитательнице так, чтобы не напомнить ей о горе?» Юстин сообщает, что Александру «было особенно стыдно перед той, которой он так гнусно отплатил за то, что она его выкормила, той, на руках которой он провел свое младенчество; став взрослым и победителем, за её добро отплатил ей погребальным плачем».
Возможно, что её мужем был Андроник, сын Агерра. Одним из детей Ланики был Протей, известный как кулачный боец. По сообщению Элиана, Протей также отличался большой склонностью к пьянству. Двое сыновей Ланики погибли во время штурма македонянами Милета в 334 году до н. э.